# علی فاسیر
علی فاسیر (دیوهی: ޢަލީ ފާސިރު؛ زادهٔ ۴ سپتامبر ۱۹۸۸) بازیکن فوتبال اهل مالدیو است.
وی همچنین در تیم‌های ملی فوتبال زیر ۲۳ سال مالدیو و مالدیو بازی کرده است.